# موجح (یمن)
موجح روستایی است در عزلهٔ (سورق)، در ناحیهٔ (ماویة)، قضاء البیضاء، از توابع استان بیضاء در کشور یمن در شبه جزیره عربستان.